# Arina Surkova
Arina Aleksandrovna Surkova (in russo  Арина Александровна Суркова?; 17 luglio 1998) è una nuotatrice russa.

## Palmarès
- Mondiali in vasca corta

Hangzhou 2018: bronzo nella 4x50m sl mista e nella 4x50m misti mista.
Abu Dhabi 2021: bronzo nella 4x50m sl mista.
Budapest 2024: oro nella 4x50m misti mista e nella 4x100m misti mista.
- Europei

Budapest 2020: argento nella 4x100m misti e bronzo nella 4x200m sl mista.
- Europei in vasca corta

Glasgow 2019: oro nella 4x50m misti mista e bronzo nella 4x50m misti.
Kazan 2021: oro nella 4x50m sl e nella 4x50m misti, bronzo nella 4x50m misti mista.

## International Swimming League
| stagione 2020 | Stagione 2021 |
| ------------- | ------------- |
| NY Breakers   | NY Breakers   |